# Jean de Cambefort

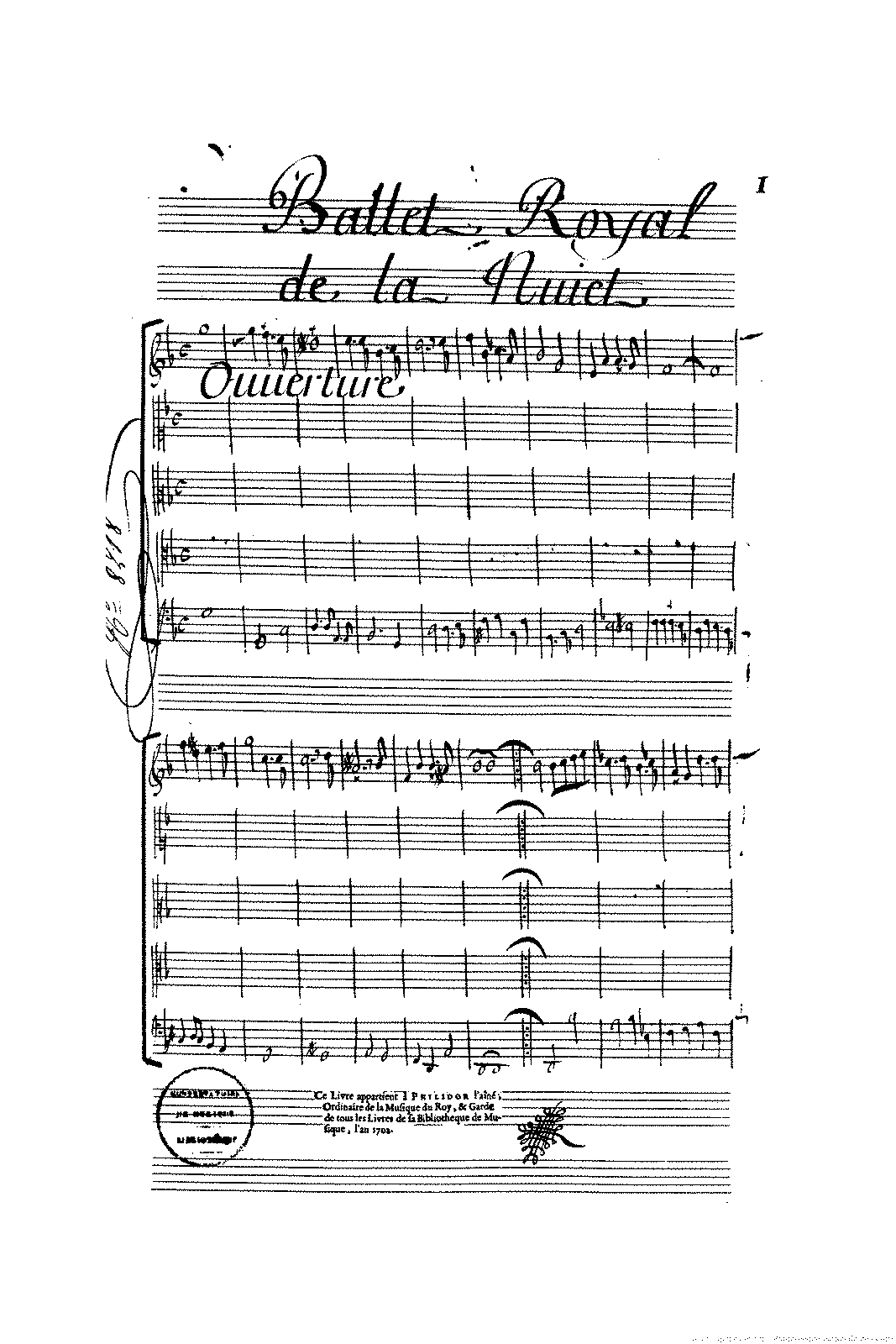
Die Titelseite des Ballet de la Nuit (1653), von: Jean de Cambefort, Text von: Isaac de Bensérade

Jean de Cambefort  (* 1605; † 4. Mai 1661 in Versailles) war ein französischer Komponist und Sänger des Barock.

## Leben
Jean de Cambefort hatte seine erste Anstellung in der Kapelle des Kardinals Richelieu, nach dessen Tod im Jahr 1642 wechselte er in die Dienste von Kardinal und Staatsminister Jules Mazarin. Von Mazarin erhielt er die Gunst, den Posten des Maître de Musique bei den Kindern des Königs in Nachfolge von François de Chancy zu bekleiden. Er befand sich in direkter Konkurrenz zu Jean-Baptiste de Boësset, einem Günstling von Finanzminister Colbert. 1650 konnte Mazarin ihm den Posten des „Maître de la chambre du roi“ anbieten. Im Auftrag 1655 des Königs Ludwig XIV. reiste er ins Languedoc, um junge Sänger für die königliche Kapelle zu rekrutieren. Als er 1661 zurückkehrte, verweigerte man ihm den Posten des Komponisten der Königin. Dennoch wurde er „Surintendant de la musique du roi“, eine Position, die nach ihm Jean-Baptiste Lully bekleidete. Die Stelle des „Maître de la chambre du roi“ übernahm Michel Lambert.

## Werk
Die Airs de cour machen einen Großteil seiner Kompositionen aus, auch sind Ballettmusiken überliefert, so das 'Ballet de la nuit' (1653). Die Kirchenmusik Cambeforts ist verschollen, dennoch ist dieser Teil seines Schaffens in den Katalogen, die Philidor anfertigte, vermerkt.